# Charles Frazier (Videokünstler)
Charles Frazier (* 1930 in Morris, Oklahoma) ist ein US-amerikanischer Videokünstler. 

## Leben und Werk
Charles Frazier wurde 1930 in Oklahoma geboren und machte von 1948 bis 1949 eine Schulung als Kriegsberichterstatter bei der Armee, bevor er 1952 bis 1956 ein Studium bei dem Disney Trickzeichner Don Graham am „Chouinard Art Institute“ absolvierte. Er war Gastdozent für kinetische Skulptur am Center for Advanced Visual Studies und 1969 Lehrer an der School of Visual Arts. Seit 1973 arbeitete er mit einer Portapak Videokamera. Frazier lebt in  Venice, Kalifornien.
Charles Fraziers Beitrag zur documenta 6 in Kassel war der Film Illuminati von 1977.